# Litovoi

Formațiuni politice românești în secolele IX - XIII

Litovoi (Lytuoy) este menționat în diploma regelui Béla al IV-lea al Ungariei din 1247 (Diploma Ioaniților) ca voievod la sud de Carpați.
Din diploma acordată de regele Ungariei Bela IV (1235-1270) cavalerilor Ioaniți, făcând referire la teritoriile acordate acestora se specifică „…excepta terra kenazatus Lytuoy woiauode, quam olatus reliqimus prout iidem hactenus tenuerunt…” („… în afară de pământul cnezatului voievodului Litovoi pe care îl lăsăm celor care îl stăpânesc acum …”). Conform diplomei, Litovoi, care dispunea de o forță militară, urma să se ajute reciproc cu cavalerii ioaniți colonizați în vecinătatea voievodatului în special împortiva invaziilor turco-tătare. Între timp, Litovoi încearcă să unească aria Jiului sub domnia lui. Dar în anul 1272 Litovoi este înfrânt în luptele de la Râu, iar voievodatul său se reduce ca întindere. În 1279 refuză să recunoscă vasalitatea față de regele maghiar, fapt pentru care regele Ladislau al IV-lea Cumanul trimite oști împotriva voievodului. Litovoi cade în luptă, iar fratele său Bărbat după ce se răscumpără din prizonierat îl urmează pe tron.
Numele lui Litovoi este reprodus în documentele ungurești ca Lytuoy sau Lytuon, iar țara este denumită terra Lytua. În hrisoavele moldovenești din 1374 și 1407, numele apare ca Litavor și Litovoi.